# (72036) 2000 XM44
2000 أكس أم 44 (ويعرف أيضًا باسم (72036) 2000 أكس أم 44 وفق تسمية الكوكب الصغير) (بالإنجليزية: 2000 XM44)‏ هو كويكب ضمن حزام الكويكبات؛ وترتيبه 72036 من حيث الاكتشاف.
اكتُشف هذا الجُرم الفلكي بواسطة Charles W. Juels ‏ في 9 ديسمبر 2000.

## وصلات خارجية
- (72036) 2000 XM44 في قاعدة بيانات مختبر الدفع النفاث لأجرام النظام الشمسي الصغيرة

- الاكتشاف · مخطط المدار ·  العناصر المدارية · المعلمات المادية

- (72036) 2000 XM44 على موقع ويكي سكاي: DSS2, SDSS, GALEX, IRAS, Hydrogen α, X-Ray, Astrophoto, Sky Map, Articles and images